# サム・マーティン
サム・マーティン（Sam Martin, 1990年2月27日- ）はジョージア州フェイエットビル出身のアメリカンフットボール選手。現在NFLのカロライナ・パンサーズに所属している。ポジションはパンター。

## 経歴

### デトロイト・ライオンズ
2013年のNFLドラフト5巡でデトロイト・ライオンズに指名された。当初ドラフト5巡で彼を指名したことに対しては疑問の声も多かった。その年3月にフリーエージェントでライオンズと契約したブレイク・クリンガンとポジション争いをして勝利した。
レギュラーシーズン開幕週から、スポーツヘルニアの手術を受けたベテランKのデビッド・エイカーズに代わってキックオフを担当、7回中5回はタッチバックとなった。第3週のワシントン・レッドスキンズ戦では、6回のパントで平均52.5ヤードの活躍を見せてNFCの週間MVPスペシャルチーム部門に選ばれた。第7週のシンシナティ・ベンガルズ戦では試合終了間際にパントをミスして28ヤードしか蹴れず、相手の決勝FGが決まりチームは敗れた。このプレーについて、チームメートのグローバー・クインからは、「負けたのは彼ではなく、我々だ。」とTwitterで擁護された。
2015年シーズンの第12週に4パント、181ヤードを蹴り、3ヤードしかリターンを許さなかったため、NFCのスペシャルチームの週間MVPに選ばれた。
2016年の9月9日にライオンズと4年の契約延長を結んだ。 

### デンバー・ブロンコス
2020年3月30日に3年総額705万ドルでデンバー・ブロンコスと契約した。
2022年8月29日にペイカットを断り、チームから放出された。

### バッファロー・ビルズ
2022年8月31日にバッファロー・ビルズと1年契約を結んだ。
2025年3月6日、ビルズからリリースされた。

### カロライナ・パンサーズ
2025年3月11日、カロライナ・パンサーズとの契約に合意した。

## 人物
ライオンズのキッカー、デビッド・エイカーズからキックオフの飛距離、ハングタイムが優れていると賞賛されている。